# Sân vận động Blakes Estate
Sân vận động Blakes Estate (tiếng Anh: Blakes Estate Stadium) là một sân vận động bóng đá ở Montserrat, gần làng Look Out. Sân vận động có sức chứa 1.000 người. Vào ngày 2 tháng 4 năm 2002, Khu liên hợp có tên chính thức là MFA Inc. Khu liên hợp được hoàn thành bằng nguồn vốn của FIFA.

## Người thuê sân
Sân vận động Blakes Estate có một số người thuê và nhiều đội trong Giải bóng đá vô địch quốc gia Montserrat sử dụng sân vận động này cho các trận đấu trong giải đấu của họ. Đội tuyển bóng đá quốc gia Montserrat cũng tổ chức các trận đấu quốc tế của họ ở đó, nơi đội chưa bao giờ thua trận nào cho đến khi thất bại vào phút cuối trước El Salvador vào tháng 9 năm 2018. Những người thuê khác bao gồm Ideal SC, Lực lượng Cảnh sát Hoàng gia Montserrat, v.v.